# Shine on You Crazy Diamond
Shine on You Crazy Diamond – dziewięcioczęściowy utwór brytyjskiej grupy rockowej Pink Floyd poświęcony Sydowi Barrettowi, ze słowami napisanymi przez Rogera Watersa i muzyką skomponowaną przez Watersa, Richarda Wrighta i Davida Gilmoura.

## Charakterystyka
Pierwszy raz zespół wykonał go na trasie koncertowej we Francji w 1974, a nagrany został w 1975 do albumu koncepcyjnego Wish You Were Here. Utwór miał być zamieszczony na płycie w całości zapełniając jedną jej stronę, tak jak Atom Heart Mother czy Echoes, lecz okazało się, że nie da się go zmieścić na jednej stronie płyty winylowej. W związku z tym, kompozycja została podzielona na dwie części: jedna na początku, druga na końcu albumu.
Tekst piosenki opowiada o człowieku, który nie udźwignął brzemienia sławy. Skojarzenie z Barrettem jest bardzo czytelne. Na końcu utworu słyszalna jest cicha melodia zagrana delikatnie przez Richarda Wrighta. Melodią tą jest refren utworu See Emily Play, którego twórcą był właśnie Barrett.
Podczas nagrania tego utworu Barrett nieoczekiwanie pojawił się w studiu nagraniowym. Przytył i był całkowicie ogolony, tak że członkowie zespołu z trudem go rozpoznali.
Shine on You Crazy Diamond pojawia się również (skrócone i połączone w całość) na składankach A Collection of Great Dance Songs, Echoes: The Best of Pink Floyd oraz na płytach koncertowych Delicate Sound of Thunder i P*U*L*S*E. Był również podstawą repertuaru koncertowego grupy.

## Autorstwo i czas trwania poszczególnych części utworu

### Parts I-V
Part I (Richard Wright, Roger Waters, David Gilmour; 0:00 – 3:54)
Part II (Waters, Gilmour, Wright; 3:54 – 6:27)
Part III (Gilmour, Wright, Waters; 6:27 – 8:42)
Part IV (Waters, Gilmour, Wright; 8:42 – 11:10)
Part V (Waters; 11:10 – 13:30)

### Parts VI–IX
Part VI (Wright, Waters, Gilmour; 0:00 – 4:39)
Part VII (Waters, Gilmour, Wright; 4:39 – 6:09)
Part VIII (Gilmour, Wright, Waters; 6:09 – 9:07)
Part IX (Wright; 9:07 – 12:30)